# Maurice Grammont
Maurice Grammont, född 15 april 1866, död 17 oktober 1946, var en fransk språkforskare.
Grammont var professor i jämförande språkforskning vid universitetet i Montpellier. Förutom arbeten av mer allmän karaktär, som om Dissimilation (1896) och Assimilation (1913), har Grammont givit ut dialektologiska och fonetiska avhandlingar, bland vilka för franskans vidkommande märks Traité pratique de prononciation française (1914). På fonetik är också Le vers français (3:e upplagan 1923) grundad. Grammont undersöker där den franska versens estetiska möjligheter.

## Verk i urval
- Le patois de la Franche-Montagne et en particulier de Damprichard (Franche-Comté), Paris 1901
- Le Vers français, ses moyens d’expression, son harmonie, Paris 1904
- Petit traité de versification française, Paris 1911
- La prononciation française et comment se prononce le français, Paris 1913
- Traité pratique de prononciation française, Paris 1914
- Traite de phonétique, Paris 1933
- Phonétique du grec ancien, Lyon/Paris 1948
- Essai de psychologie linguistique, style et poésie, Paris 1950